# 无限延伸行动
无限延伸行动（英語：Operation Infinite Reach）是美国为了报复1998年美国大使馆爆炸案而在1998年8月20日采取的一次军事行动。
在这次行动中，美军战舰从红海上发射了巡航导弹，其中一些击中了位于苏丹境内的阿尔-希法制药厂。美国指责该工厂帮助了袭击美国大使馆的阿蓋達组织头目奥萨玛·本·拉登，并为其制造化学武器。后来的调查显示，该工厂可能并没有制造化学武器，而是如苏丹政府所言，在为苏丹人民提供药品。另外，有75枚巡航导弹落在了阿富汗境内。据信，本·拉登的阿蓋達组织在那里设有营地。约有20人在美國對阿富汗的袭击中丧生，数十人在對苏丹的袭击中受伤。
美国总统比尔·克林顿在黄金时段的电视讲话中宣布了袭击的消息，并宣称那些攻擊目标都是恐怖分子所為。但是，政敌们却认为，这是深陷莱温斯基丑闻的克林顿在转移人们注意力。
苏丹总统强烈谴责美国这次打击行动。阿富汗当权的塔利班也作出了类似的表态。美国的行动也在世界范围内，特别是一些穆斯林国家里激起了巨大的抗议热潮，人们纷纷指责美国的好斗行径。而一个伊斯兰组织则于8月25日在南非开普敦炸毁了一家行星好莱坞（Planet Hollywood）连锁店，造成二死二十六伤，以示抗议。同样，阿蓋达组织头目奥萨玛·本·拉登也谴责了这次军事行动。